# St Margaret's Hope
St Margaret's Hope, conosciuta localmente come The Hope (pronunciato "Hup"; in lingua scots: Saunt Marget's) è un villaggio delle Isole Orcadi, al largo della costa nord-orientale della Scozia. Conta una popolazione di 550 persone, il che ne fa il terzo centro abitato più grande delle Orcadi, dopo Kirkwall e Stromness.
Situata al largo del Water Sound sul promontorio di una baia protetta sulla costa settentrionale dell'isola di South Ronaldsay, è connessa all'Isola Mainland dalla strada A961 attraverso le Churchill Barriers.
The Hope è il principale villaggio di South Ronaldsay e prende il nome da Margherita di Scozia, che potrebbe essere morta qui, o da Santa Margherita di Scozia, moglie di Malcolm III. Quest'ultima spiegazione è suggerita dalle mappe del Victorian Ordnance Survey che mostrano l'antico sito di una cappella protocristiana dedicata a Santa Margherita. Oggi non sono visibili i resti di questa struttura, ma era situata presso lo Smiddy Museum (attualmente sito di un edificio dell'autorità locale per lo sviluppo, in Erlend Terrace).
Il villaggio ha una scuola primaria, un piccolo museo del fabbro, diversi negozi e ristoranti. Pentland Ferries offre un servizio regolare di traghetti dal porto della baia fino alla baia di Gills, sulla terraferma scozzese.
St Margaret's Hope è anche conosciuta per il suo Boys' Ploughing Match annuale, una tradizione locale in cui giovani ragazzi scavano nella sabbia presso la vicina Sand of Wright, mentre le giovani ragazze (o anche i ragazzi, anche se oggi è una rarità) indossano costumi tradizionali da cavallo, in un Festival del Cavallo.
Tracce scarse di un broch dell'età del ferro si possono trovare in un campo nei pressi della strada per Ontarf, sopra il villaggio. Il sito era in passato indicato dalle mappe OS di epoca vittoriana, ma con il passare del tempo e con gli unici indizi rimasti rappresentati da cropmark, le mappe moderne non ne riportano la posizione.